# Louis Gasselin de Chantenay
Pour les articles homonymes, voir Chantenay.
Louis Gasselin de Chantenay est un homme politique français né le 28 avril 1794 à Authon-du-Perche (Eure-et-Loir) et décédé le 31 décembre 1867 à Chantenay (Sarthe).

## Biographie
Propriétaire terrien, il est juge de paix de 1830 à 1834, puis maire de Chantenay et conseiller général en 1840. Il est député de la Sarthe de 1848 à 1849, siégeant à droite.

## Sources
- « Louis Gasselin de Chantenay », dans Adolphe Robert et Gaston Cougny, Dictionnaire des parlementaires français, Edgar Bourloton, 1889-1891 [détail de l’édition]